# Aberto da República
O Aberto da República é um torneio de tênis iniciado em 2021 e realizado nas quadras de saibro do Iate Clube de Brasília, em Brasília, Brasil.  O evento da ATP foi o único realizado em Brasília, substituído pelo torneio Dove Men+Care Rio de Janeiro, inaugurado em 2022 e sediado nas quadras do Rio Tennis Academy, no bairro das Laranjeiras, no Rio de Janeiro.
Enquanto isso, o torneio feminino organizado pela Federação Internacional de Tênis (ITF) seguiu com a denominação Aberto da República e também transferido para o Rio Tennis Academy, na temporada de 2022.

## Edições

### Simples Masculino
| Ano  | Campeão          | Vice-Campeão            | Placar   | Ref.  |
| ---- | ---------------- | ----------------------- | -------- | ----- |
| 2023 | Alejandro Tabilo | Román Andrés Burruchaga | 6-3, 7-6 | [ 3 ] |
| 2021 | Federico Coria   | Jaume Munar             | 7-5, 6–3 | [ 4 ] |

### Simples Feminino
| Ano  | Campeão           | Vice-Campeão      | Placar        | Ref.  |
| ---- | ----------------- | ----------------- | ------------- | ----- |
| 2022 | Iryna Shymanovich | Irina Khromacheva | 6-2, 5-7, 6–4 | [ 5 ] |
| 2021 | Panna Udvardy     | Elina Avanesyan   | 0-6, 6-4, 6–3 | [ 6 ] |

### Duplas Masculino
| Ano  | Campeões                           | Vice-Campeões                           | Placar              | Ref.  |
| ---- | ---------------------------------- | --------------------------------------- | ------------------- | ----- |
| 2023 | Nicolás Barrientos Andre Goransson | Marcelo Demoliner Rafael Matos          | 7-6(7–3), 4-6, 11-9 | [ 7 ] |
| 2021 | Mateus Alves Gustavo Heide         | Luciano Darderi Genaro Alberto Olivieri | 6-3, 6–3            | [ 8 ] |

### Duplas Feminino
| Ano  | Campeões                                    | Vice-Campeões                          | Placar   | Ref.   |
| ---- | ------------------------------------------- | -------------------------------------- | -------- | ------ |
| 2022 | Ingrid Gamarra Martins Francisca Jorge      | Anna Rogers Cristina Rosca             | 6-4, 6–3 | [ 9 ]  |
| 2021 | Carolina Meligeni Alves María Lourdes Carlé | Valeriya Strakhova Olivia Tjandramulia | 6-2, 6–1 | [ 10 ] |